# Lew Nikolajewitsch Tolstoi

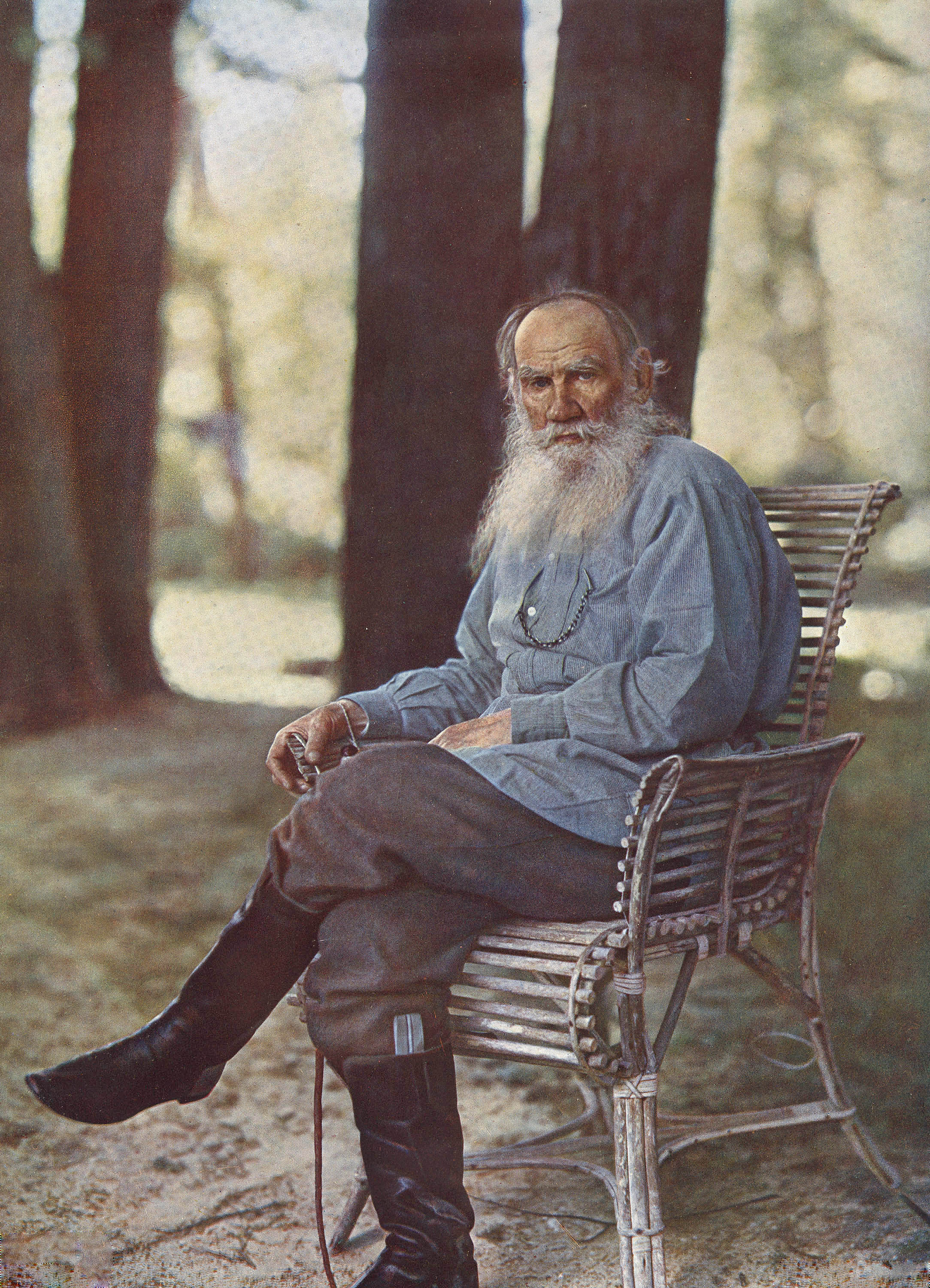
Lew Tolstoi (Foto von Prokudin-Gorski, 1908)

Lew Nikolajewitsch Graf Tolstoi (russisch Лев Николаевич Толстойⓘ, wissenschaftliche Transliteration Lev Nikolaevič Tolstoj, deutsch häufig auch Leo Tolstoi; * 28. Augustjul. / 9. September 1828greg. in Jasnaja Poljana bei Tula; † 7. Novemberjul. / 20. November 1910greg. in Astapowo, Gouvernement Rjasan, heute Lew Tolstoi, Oblast Lipezk) war ein russischer Schriftsteller. Seine Hauptwerke Krieg und Frieden und Anna Karenina sind Klassiker des realistischen Romans.

## Leben

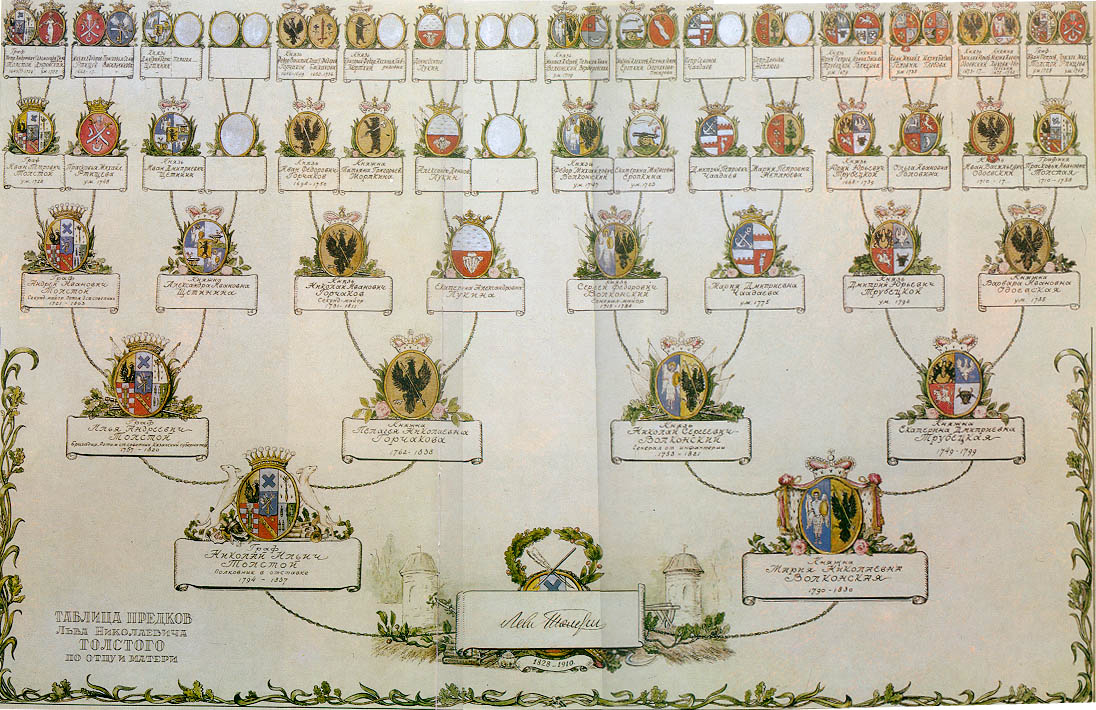
Ahnentafel Lew Tolstois

### Kindheit und Jugend

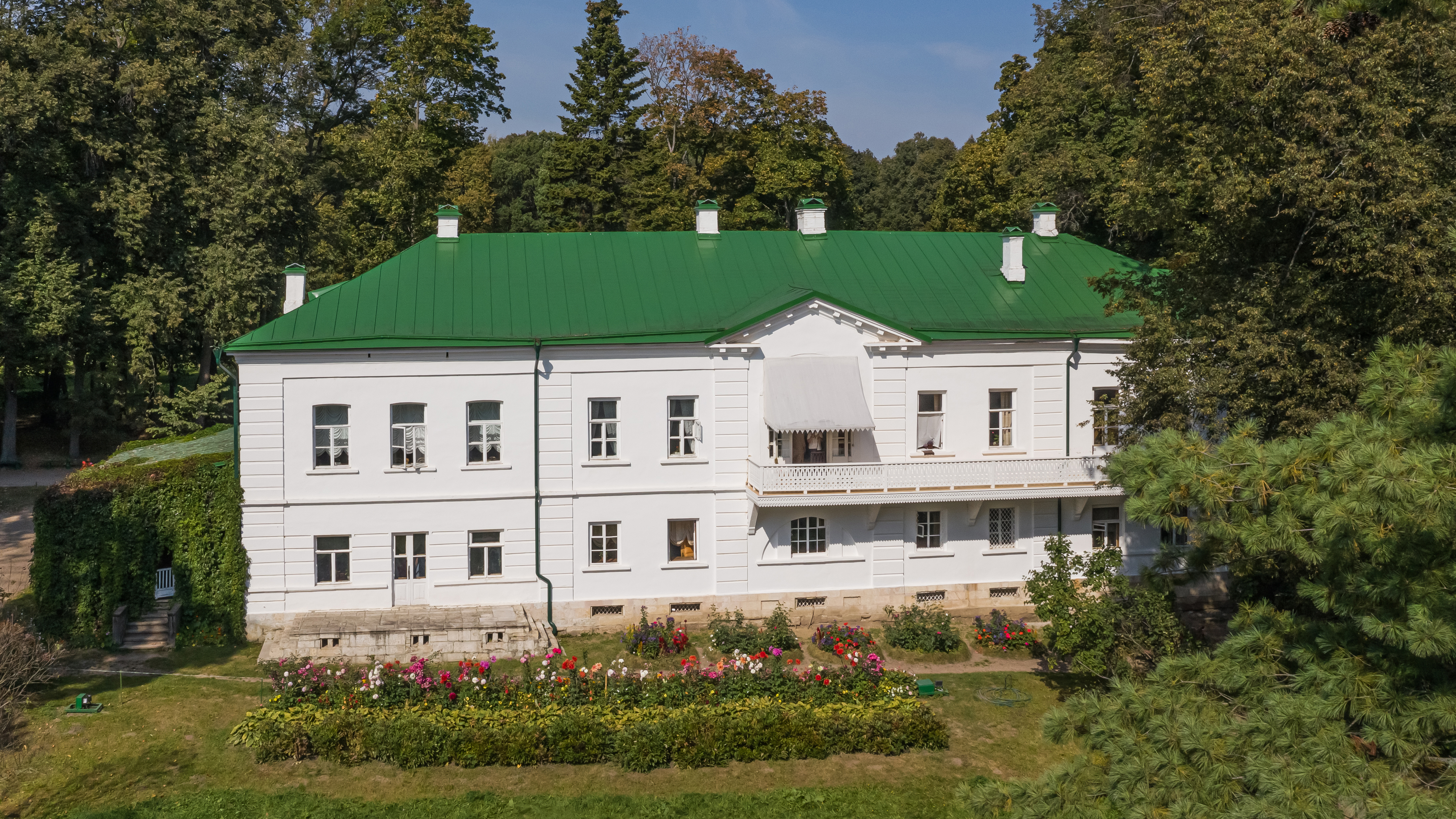
Geburts- und Wohnhaus in Jasnaja Poljana

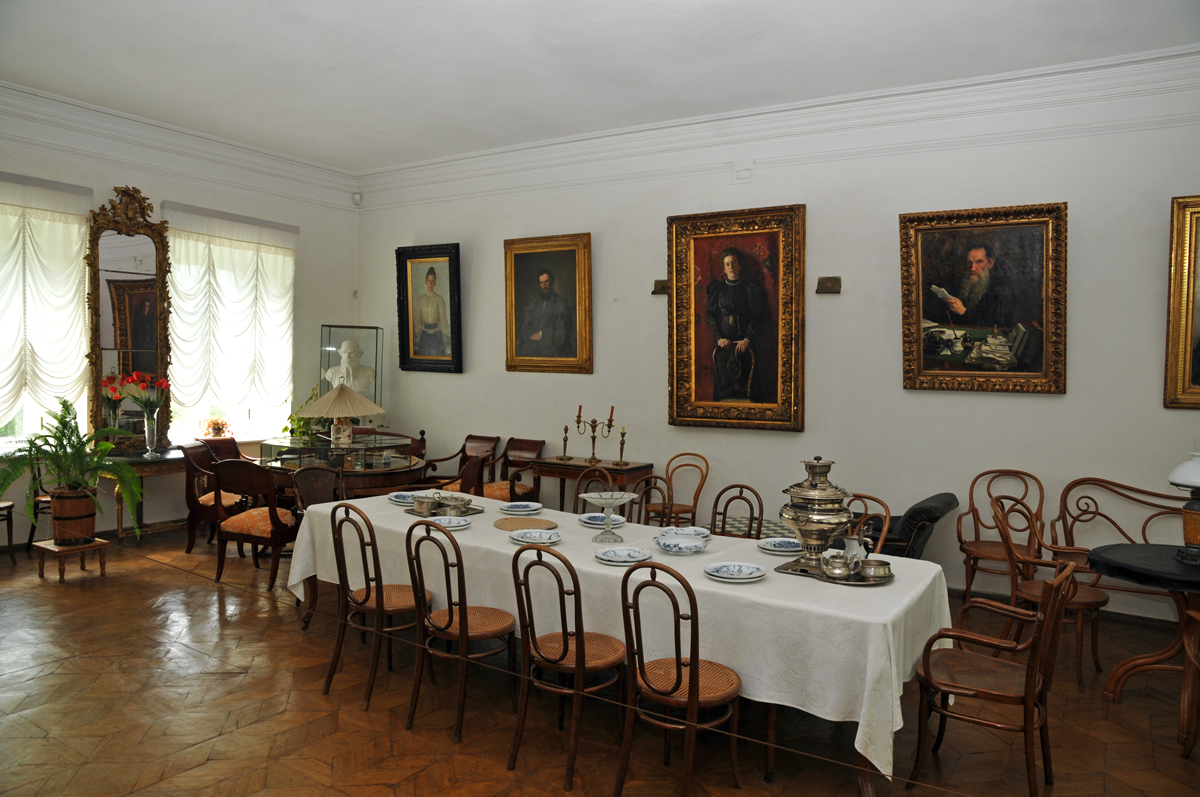
Speisezimmer des Wohnhauses (heute Museum) in Jasnaja Poljana

Lew Tolstoi entstammte dem russischen Adelsgeschlecht der Tolstois. Er war das vierte von fünf Kindern. Sein Vater war der russische Graf Nikolai Iljitsch Tolstoi (1794–1837), seine Mutter Marija Nikolajewna, geb. Fürstin Wolkonskaja (1790–1830). Als er mit neun Jahren Vollwaise wurde, übernahm die Schwester seines Vaters die Vormundschaft. An der Universität Kasan begann er 1844 ein Studium der orientalischen Sprachen. Nach einem Wechsel an die juristische Fakultät brach er das Studium 1847 ab, um die Lage der 350 geerbten Leibeigenen im Stammgut der Familie in Jasnaja Poljana mit Landreformen zu verbessern (Der Morgen eines Gutsbesitzers). Nach anderen Quellen bestand er 1848 noch das juristische Kandidatenexamen an der Petersburger Universität „mit knapper Not“ und kehrte dann in sein Dorf zurück.

### Militärdienst
Von 1851 an diente er in der zaristischen Armee als Fähnrich einer Artilleriebrigade im Kaukasuskrieg. Seine Erfahrungen im Militäreinsatz beeinflussten seine frühen Kaukasus-Erzählungen (Der Holzschlag, Der Überfall, Die Kosaken). Nach Ausbruch des Krimkriegs erlebte er 1854 den Stellungskrieg in der belagerten Festung Sewastopol. Die realistischen Berichte aus diesem Krieg (1855: Sewastopoler Erzählungen) machten ihn früh als Schriftsteller bekannt.

### Pädagogische Reformbestrebungen

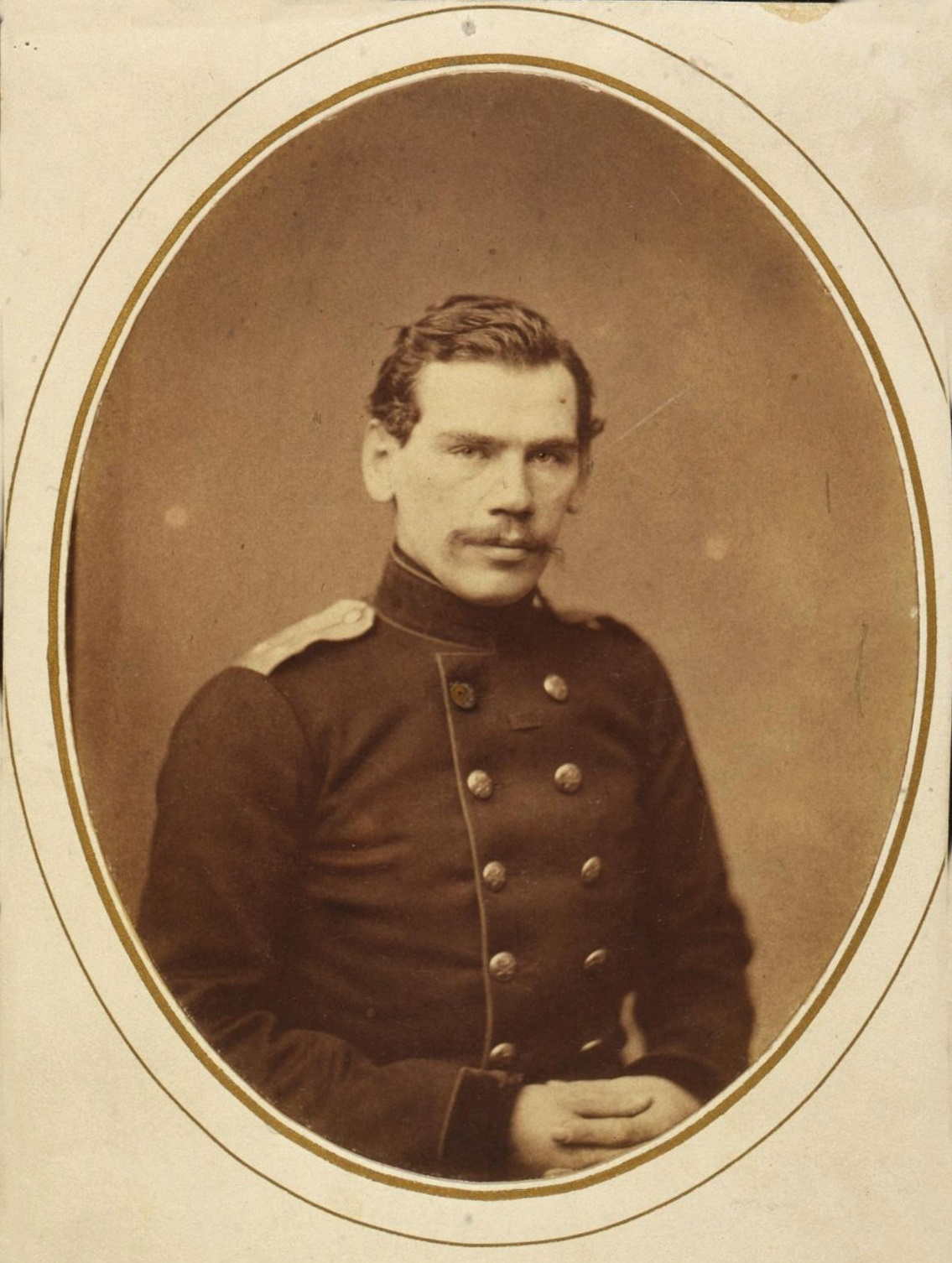
Tolstoi, 1856

Ab 1855 lebte er abwechselnd auf dem Gut Jasnaja Poljana, in Moskau und in Sankt Petersburg. Unter pädagogischem Blickwinkel bereiste er 1857 und 1860/61 westeuropäische Länder und besuchte Künstler (Charles Dickens, Iwan Sergejewitsch Turgenew) und Pädagogen (Adolph Diesterweg).
Nach der Rückkehr verstärkte er seine reformpädagogischen Bestrebungen und richtete Dorfschulen nach dem Vorbild Rousseaus ein. Einer am Sankt Petersburger Zarenhof lebenden Verwandten (A. A. Tolstaja) schrieb er:

„Wenn ich eine Schule betrete und diese Menge zerlumpter, schmutziger, ausgemergelter Kinder mit ihren leuchtenden Augen […] sehe, befällt mich Unruhe und Entsetzen, ähnlich wie ich es mehrmals beim Anblick Ertrinkender empfand. Großer Gott – wie kann ich sie nur herausziehen? Wen zuerst, wen später? […] Ich will Bildung für das Volk einzig und allein, um die dort ertrinkenden Puschkins, […] Lomonossows zu retten. Und es wimmelt von ihnen an jeder Schule.“

Er strebte dabei nicht vorrangig Auslese an, vielmehr eine den verschiedenen kindlichen Persönlichkeiten angepasste Bildung. Auch als die Schule durch die zaristische Verwaltung geschlossen worden war, verfolgte Tolstoi die pädagogischen Ziele weiter. Er schrieb Lesebücher, die Erzählungen zu Geschichte, Physik, Biologie und Religion enthielten, um Kindern moralische und soziale Werte zu vermitteln. Generationen russischer Kinder erhielten bis in die 1920er Jahre ihre Grundschulbildung auch mit seinem erstmals im Jahr 1872 erschienenen Schulbuch Alphabet. Die überarbeitete Neuauflage aus dem Jahr 1875, mit einer Auflage von 1,5 Millionen Exemplaren, wurde in mehrere Sprachen übersetzt. Er hatte damit großen Einfluss auf die Reformbewegungen von Freien Schulen wie Summerhill.

### Die großen Romane
Am 23. September 1862 heiratete Tolstoi die achtzehnjährige  Sofja (Sonya), die Tochter des kaiserlichen Hofarztes Andrei Jewstafjewitsch Behrs (Andreas Gustav Behrs; 1808–1868). 
In den folgenden Jahren schrieb er die monumentalen Romane Krieg und Frieden (1862–1869) sowie Anna Karenina (1873–1878), die seinen literarischen Ruhm begründeten. In seinem Tagebuch hatte er Mitte der 1850er Jahre notiert: „Es gibt etwas, was ich mehr als das Gute liebe: Ruhm.“

### Zeit des inneren Umbruchs

Lew Tolstoi, Porträt von Iwan Kramskoi, 1873

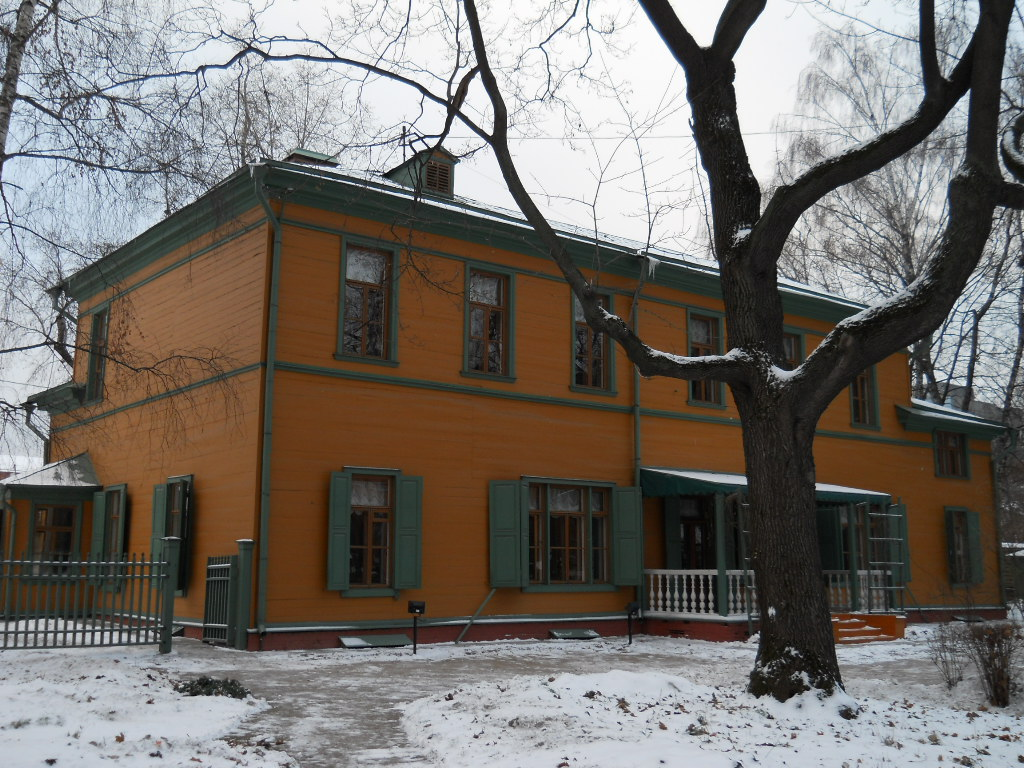
Tolstois Haus in Moskau

Mit seiner großen Anerkennung begann für Tolstoi eine Phase der Orientierungslosigkeit. Er fühlte sich „am Abgrund angelangt“. Als Beteiligter an der Volkszählung im Jahr 1882 in Moskau nahm er unter den Arbeitern ein Elend wahr, das jenes der Bauern noch übertraf. Tief erschüttert versuchte er der Landflucht entgegenzuwirken, indem er Hilfe für von Missernten betroffene Bauern organisierte.
Seine Sinnsuche erstreckte sich auf immer weitere Bereiche. So verzichtete er auf Rauchen, Alkohol und die Jagd („grausame Vergnügungen“). Er ernährte sich vegetarisch und erklärte, der Mensch müsse die Fleischnahrung aufgeben, wenn er sich moralisch weiterentwickeln wolle, „denn außer der Aufregung der Leidenschaften infolge dieser Nahrung ist dieselbe auch ganz einfach unmoralisch, weil sie eine dem Gefühl der Moralität widersprechende Tat – den Mord – erfordert, und weil sie nur von der Feinschmeckerei und Gefräßigkeit verlangt wird“. Sein Vegetarismus hat auch eine sozialkritische Komponente: Er fand es unerträglich, „dass im Herrenhaus viel Mühe auf exquisite, raffinierte Speisen verwandt wurde, während ringsum bittere Armut und periodisch immer wieder Hunger herrschten“. „Die Armut der Leute und die Leiden der Tiere sind furchtbar“, hatte er schon 1857 in sein Tagebuch geschrieben.
Tolstoi setzte sich wiederholt und oft erfolgreich für politisch und religiös Verfolgte ein, besuchte wegen Kriegsdienstverweigerung Inhaftierte im Gefängnis und blieb als Autor weiterhin produktiv, unterstützt von seiner Frau, die allein die 1650 Seiten von Krieg und Frieden sieben Mal abgeschrieben haben soll.
In der Erzählung Der Leinwandmesser verspottete er aus der Sicht eines Pferdes menschliches Besitzstreben:

„Es gibt Menschen, die ein Stück Land ‚Mein‘ nennen, und dieses Land nie gesehen und betreten haben. Die Menschen trachten im Leben nicht danach zu tun, was sie für gut halten, sondern danach, möglichst viele Dinge ‚Mein‘ zu nennen.“

Seit 1879 hatte er sich intensiv religiösen Fragen zugewandt. In einer Reihe von Gesprächen mit führenden Geistlichen wie dem Metropoliten von Moskau sowie auf Reisen zu verschiedenen Kirchen und Klöstern entwickelte er eine Abneigung gegenüber der ihm begegnenden rituellen Form der Religiosität. Dieser und auch der in westlichen Kirchen praktizierten, den Kriegsdienst bejahenden Glaubensausübung stellte er die schlichten Lehren Jesu gegenüber. Hierzu übersetzte er die Evangelien erneut ins Russische. Als deren Kern betonte er dabei die Nächstenliebe sowie den Appell, dem Bösen ohne Gewalt zu widerstehen.
Die Verbreitung seiner Anschauungen (Kirche und Staat, Was darf ein Christ und was nicht?) zog den Widerstand politischer und kirchlicher Einrichtungen nach sich.

### Zeit der äußeren Konflikte

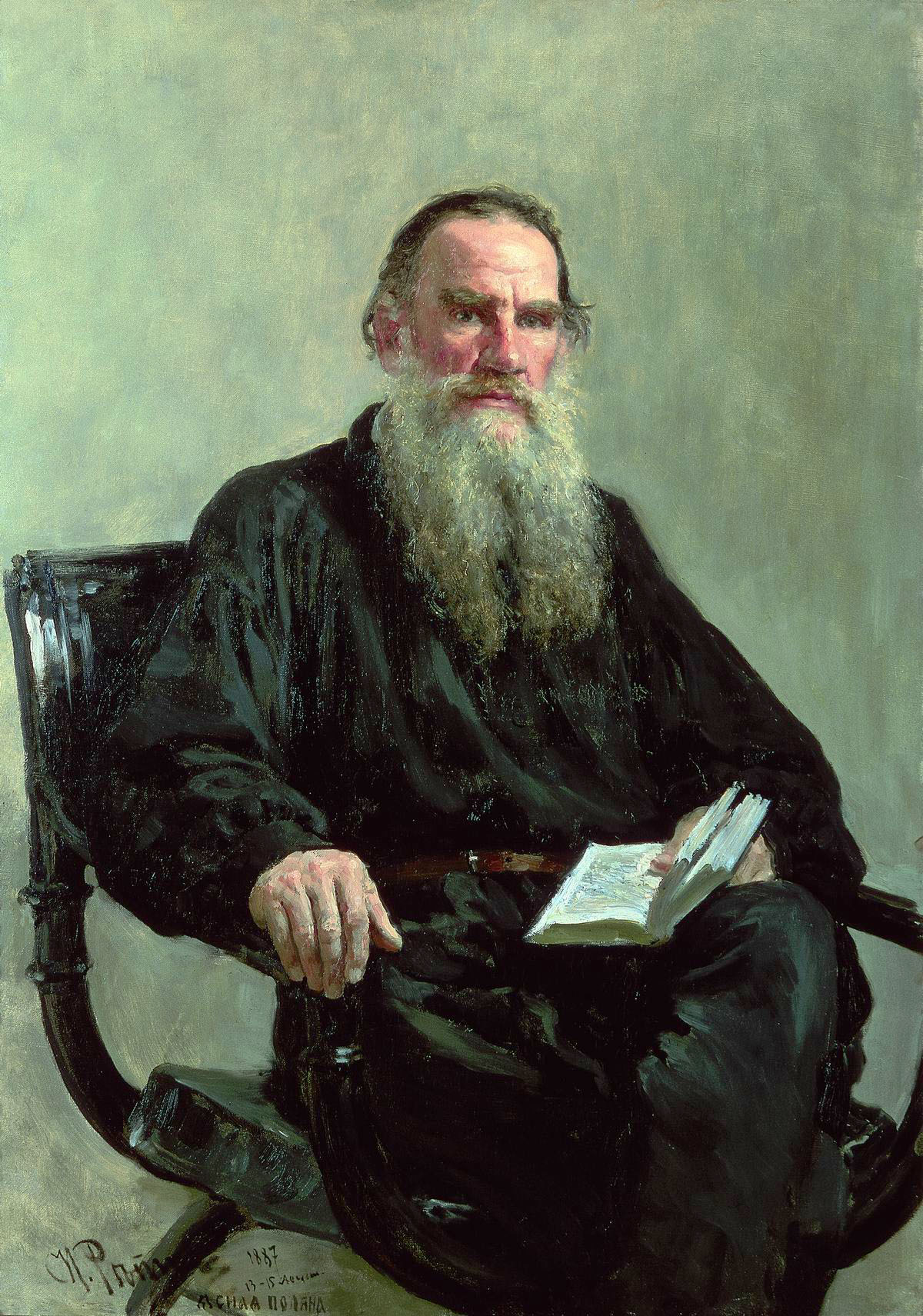
Tolstoi, Gemälde von Ilja Jefimowitsch Repin, 1887

Auf seine Achtung im Ausland folgte seine Ächtung im Inland. Seit 1882 unterstand er polizeilicher Überwachung. Meine Beichte sowie Worin mein Glaube besteht wurden mit ihrer Veröffentlichung sofort verboten. Über ihn wurde sogar das Gerücht verbreitet, er sei geistesgestört. Wenn Tolstoi angesichts der Verfolgung seiner Anhänger seine Verantwortung als Urheber betonte, antwortete man ihm: „Herr Graf! Ihr Ruhm ist zu groß, als dass unsere Gefängnisse ihn unterbringen könnten!“ Die Veröffentlichung des Romans Auferstehung führte dazu, dass ihn der Heilige Synod im Februar 1901 exkommunizierte, da er – angeblich –
- den dreieinigen Gott leugne,
- den von den Toten auferstandenen Sohn Gottes Christus leugne,
- die immerwährende Jungfräulichkeit Marias leugne,
- die Realpräsenz leugne (Tolstoi verneinte Wunder an sich und insbesondere die Wandlung).

Tolstoi zeigte sich wenig reuig. „Die Lehre der Kirche ist eine theoretisch widersprüchliche und schädliche Lüge“, heißt es in einem Antwortbrief an den Synod, „fast alles ist eine Sammlung von grobem Aberglauben und Magie.“
Dies war aber „kein uneingeschränktes Verneinen, dahinter stand immer ein tiefer Glaube an das Wirken Gottes in der Welt und das Bemühen, das wahre göttliche Gesetz zu ergründen“ (Brockhaus Enzyklopädie).
Tolstoi lehnte sozialistische Bestrebungen im Sinne einer Diktatur des Proletariats ab: „Bislang haben die Kapitalisten geherrscht, dann würden Arbeiterfunktionäre herrschen.“ Mit seinem moralischen Rigorismus sah er sich in einem Zwiespalt: Sich selbst und der reichen Oberschicht, der er entstammte, warf er eine egozentrische und sinnentleerte Lebensweise vor. Seine Haltung führte ihn zu der Frage nach beständigen moralischen Werten, die er für sich mit dem Anspruch auf bedingungslose Nächstenliebe und radikale Gewaltlosigkeit beantwortete. Vor diesem Hintergrund galt Tolstoi in seinen späten Jahren als Vertreter eines religiös inspirierten Anarchismus; er lehnte allerdings die von Bewunderern entwickelte Ideologie des Tolstojanismus ab. Dabei hatte sein Werk als mit wegbereitend für die Revolution von 1905 gegolten. Sein Freund Wladimir Stassow schrieb ihm am 18. September 1906: „Ist die ganze gegenwärtige russische Revolution nicht etwa aus Ihrem feuerspeienden Vesuv hervorgeschossen?“
Kurz vor seinem Tod hatte ihm Mahatma Gandhi, der sich bereits in seiner Jugend auf Tolstoi bezogen hatte, sein kleines Buch Hind Swaraj („Indische Selbstverwaltung“) geschickt, eine Broschüre gegen den britischen Kolonialismus, in dem er nach Tolstois Grundsätzen das tugendhafte Leben ohne Besitz im Gegensatz zu den kapitalistischen Prinzipien von Wachstum und wirtschaftlichem Fortschritt propagiert und seine Satyagraha-Lehre eines gewaltlosen, aber aktiven Widerstands darlegt. Tolstoi hatte die Schrift gelesen und Gandhi in einem Brief ermutigt. Gemeinsam mit Anhängern gründete Gandhi 1910 in Transvaal (Südafrika) eine Siedlung und nannte sie Tolstoi.
Neben staatlichen Willkürmaßnahmen wie der Hausdurchsuchung 1908, bei der alle auffindbaren Texte konfisziert wurden, verschärften sich auch familiäre Konflikte. Da seine Frau es ablehnte, die in seinem Testament dem russischen Volk vermachten literarischen Werke als gemeinsame Besitztümer des Volkes anzusehen, verließ Tolstoi mit seinem Arzt und seiner jüngsten Tochter die Familie zu einer letzten, spektakulären Reise in Richtung Süden. Auf dieser Reise in einem offenen Zug erkrankte er an einer Lungenentzündung und starb am frühen Morgen des 20. November 1910 im Haus des Bahnhofsvorstehers Iwan Osolin in Astapowo (seit 1918 Lew Tolstoi, heute in der Oblast Lipezk) – umlagert von der Weltpresse. Zwei Tage später wurde er in Jasnaja Poljana begraben.

### Familie

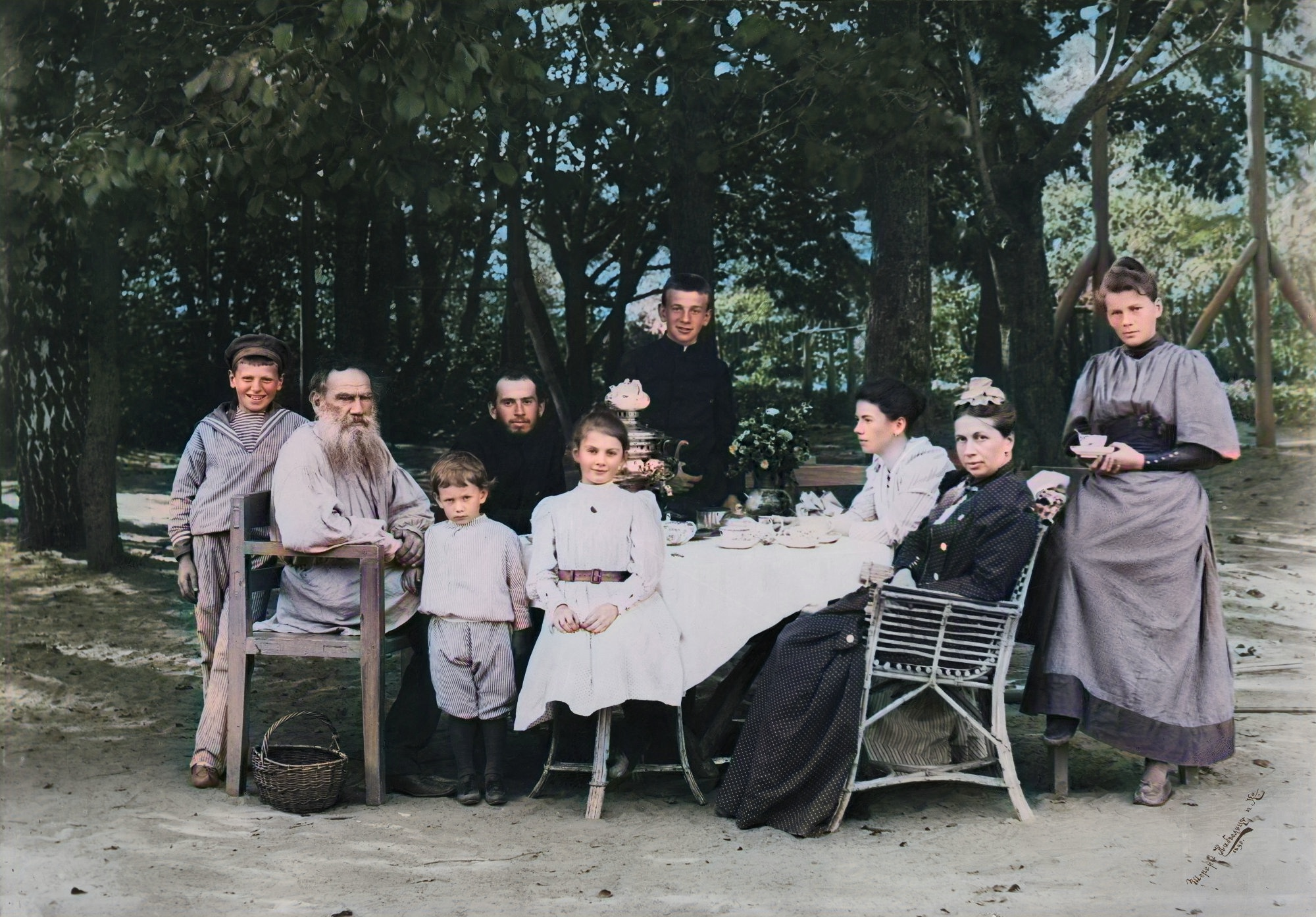
Familie Tolstoi im Jahr 1892 (v. l. n. r.: Michail, Leo Tolstoi, Iwan, Leo, Alexandra, Andrej, Tatjana, Ehefrau Sofja, Maria)

Tolstoi und seine sechzehn Jahre jüngere Frau Sofja (Sonya) hatten 13 Kinder, von denen acht die Kindheit überlebten.
- Sergei (1863–1947), Komponist und Musikwissenschaftler. Er ist das einzige aller Kinder des Schriftstellers, das die Oktoberrevolution überlebt hat und nicht emigriert ist. Ritter des Ordens vom Roten Banner der Arbeit.
- Tatjana (1864–1950). Seit 1899 mit Michail Sergejewitsch Suchotin verheiratet. Kuratorin des Museums-Nachlasses Jasnaja Poljana (1917–1923). 1925 Emigration mit ihrer Tochter.
- Ilja (1866–1933), Schriftsteller, Memoirenschreiber. 1916 Emigration in die Vereinigten Staaten.
- Leo (1869–1945), Schriftsteller, Bildhauer. Seit 1918 Exil in Frankreich, Italien, Schweden.
- Maria (1871–1906). Seit 1897 mit Nikolai Leonidowitsch Obolenski (1872–1934) verheiratet.
- Peter (1872–1873).
- Nikolai (1874–1875).
- Warwara (1875–1875).
- Andrej (1877–1916). Beamter unter dem Gouverneur von Tula. Teilnehmer des Russisch-Japanischen Krieges.
- Michail (1879–1944). 1920 Emigration: Türkei, Jugoslawien, Frankreich und Marokko.
- Alexej (1881–1886).
- Alexandra (1884–1979). Ab ihrem 16. Lebensjahr Assistentin ihres Vaters. Leiterin des militärmedizinischen Kommandos während des Ersten Weltkriegs. 1920 von der Tscheka verhaftet, zu drei Jahren Haft verurteilt, dann Arbeit in Jasnaja Poljana. 1929 Emigration in die USA.
- Iwan (1888–1895).

Vor der Hochzeit zeigte Tolstoi seiner Braut seine Tagebücher, aus denen sie seine sexuelle Vergangenheit erfuhr, u. a. dass er mit einer verheirateten Bäuerin aus Jasnaja Poljana, Aksinja Bazykina, liiert war. Ihr unehelicher Sohn Timotheus (1860) arbeitete später als Kutscher der Tolstois.

## Tolstois Erbe

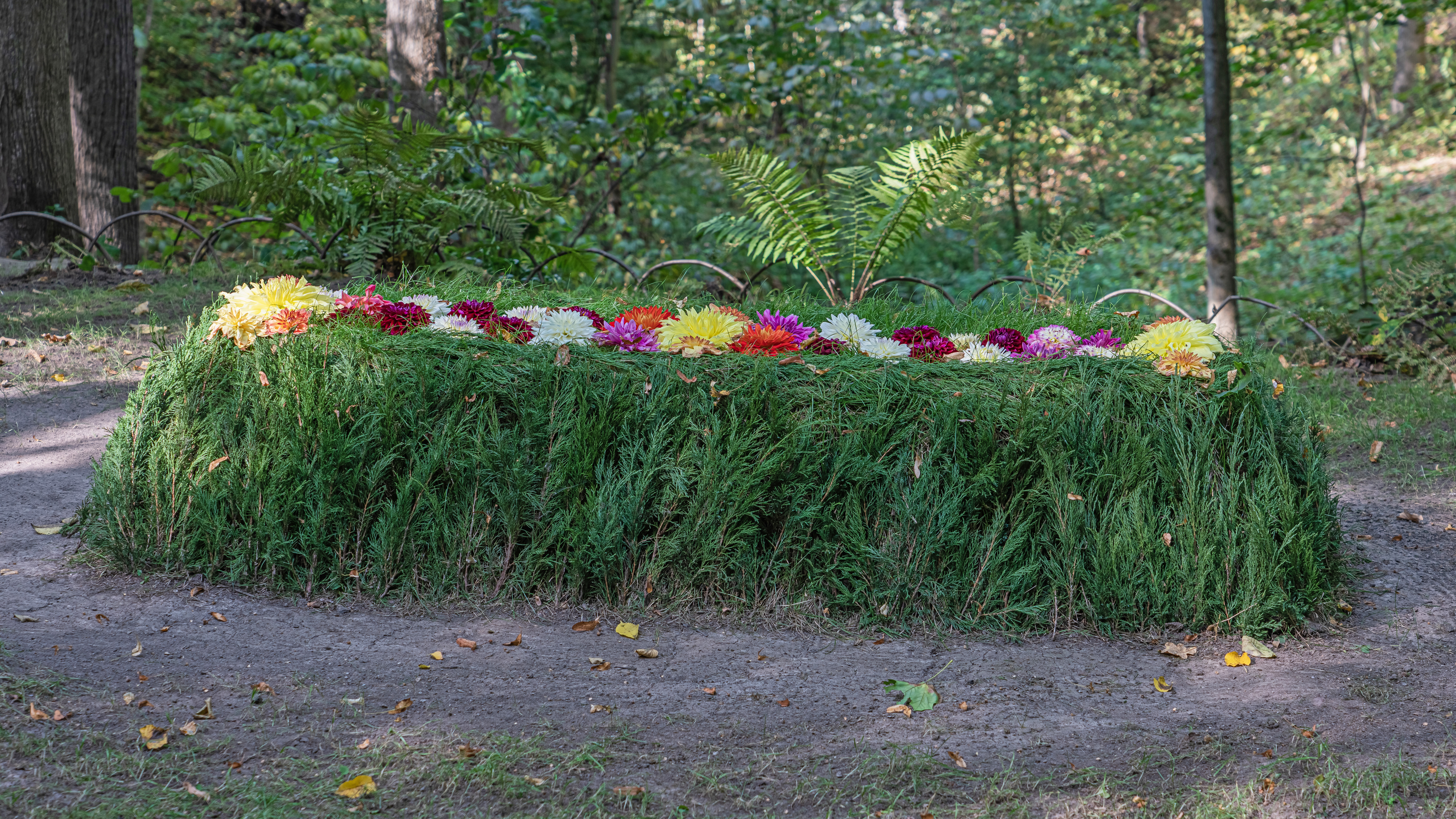
Tolstois Grab

Nach seinem Tod gab seine Frau, die Tolstois Werke seit 1885 als Herausgeberin publizierte, eine letzte von ihr betreute Gesamtausgabe seiner Werke heraus. Tochter Alexandra, die von Tolstoi formal als Alleinerbin des literarischen Nachlasses eingesetzt worden war, kaufte der Mutter 1913 das Landgut Jasnaja Poljana ab. Sie hatte zusammen mit Wladimir Tschertkow mit der Herausgabe der unveröffentlichten Schriften Tolstois sowie mit dem Verkauf der Rechte an einer Werkausgabe an den Verleger Iwan Sytin eine stattliche Summe erzielt und erfüllte damit den Wunsch ihres Vaters, die Ländereien an die Bauern zu übergeben. Tschertkow wurde auch zum Begründer des Tolstojanismus, einer Bewegung des christlichen Anarchismus und Pazifismus.
Als das Testament rechtskräftig war, versuchte Alexandra ihre Eigentumsrechte an jenen Manuskripten durchzusetzen, die von der Ehefrau des Schriftstellers mit dessen Einverständnis seit Ende der 1880er Jahre ins Archiv übergeben worden waren. Bis zur Entscheidung in dieser Angelegenheit wurde beiden Parteien der Zugang zu den Handschriften verwehrt. Es folgte eine langwierige Auseinandersetzung vor Gericht. Bei diesem Streit zwischen Mutter und Tochter ging es nicht um die Urheberrechte; Tolstaja erkannte das Testament ihres Mannes vollständig an. Tolstajas Eigentumsrechte an der Manuskriptsammlung im Archiv des Historischen Museums, die Gegenstand des Zwistes waren, wurden 1914 vom Gericht und per Ukas des Zaren bestätigt.

## Ehrungen

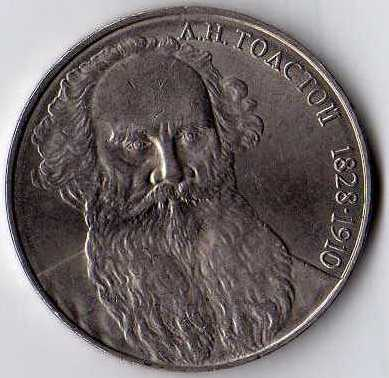
1-Rubel-Münze

- 1873 wurde er zum korrespondierenden Mitglied der Russischen Akademie der Wissenschaften in St. Petersburg gewählt. 1900 wurde er Ehrenmitglied der Akademie.[12]

Lew Nikolajewitsch Tolstoi wurden in Russland zwei moderne russische Münzen gewidmet:
- 100 Rubel 1991, Gold: Tolstoi sitzt in einem Lehnstuhl
- 1 Rubel 1988, Cu/Ni: Brustbild von Tolstoi en face

Das Flaggschiff der russischen Binnenschifffahrtsflotte, die Lev Tolstoi, trägt seinen Namen.
Im Jahr 1976 wurde der Merkurkrater Tolstoj und 1984 wurde der Asteroid (2810) Lev Tolstoj nach ihm benannt. Ferner ist er Namensgeber für das Tal Dolina L’va Tolstogo in der Antarktis.
Stefan Zweig würdigte Tolstoi mit einer Episode in seinem Werk Sternstunden der Menschheit (1927).
Gerhart Hauptmann urteilte über ihn: „Tolstois Taten, das sind seine Schriften, und diese zu sehr Geschenke des Genius, als daß sie vorbildlich sein könnten. Vorbildlich ist aber Tolstois Menschlichkeit und seine kristallreine Gesinnung. Lebte er heute, er [...] würde zum Frieden rufen, zum wahren Frieden, mit gewaltiger Stimme.“

## Werke (Auswahl)
- Kindheit (1852)
- Der Überfall (1853)
- Knabenalter (1854)
- Der Holzschlag (1855)
- Sewastopol (1855/56)
- Der Schneesturm (1856)
- Der Morgen eines Gutsbesitzers (1856)
- Zwei Husaren (1856)
- Der Degradierte (1856)
- Luzern (1857)
- Jünglingsjahre (1857)
- Albert (1858)
- Drei Tode (1859)
- Familienglück (1859)[15]
- Polikuschka (1861)
- Eine Idylle (1862)
- Die Kosaken (1863)
- Krieg und Frieden (Urfassung) (1867)
- Krieg und Frieden (1869) (online) (engl. Hörbuch bei LibriVox)
- Der Gefangene im Kaukasus (1872)
- Jermak und die Eroberung Sibiriens (1872)
- Gott sieht die Wahrheit, sagt sie aber nicht sogleich (1872)
- Die Bärenjagd (1875)
- Meine Hunde (1875)
- Anna Karenina (1877) (online)
- Ivan der Narr und seine Brüder (1880)
- Kritik der dogmatischen Religion (1881)
- Wovon die Menschen leben (1881)
- Meine Beichte (1882) (Auszüge online als PDF)
- Übersetzung der vier Evangelien (1883)
- Worin mein Glaube besteht (1883)
- Der Leinwandmesser (1863/1886)
- Die beiden Alten (1885)
- Wieviel Erde braucht der Mensch? (1885)
- Wo die Liebe ist, da ist auch Gott (1885)
- Kinderweisheit und Männertorheit (1885)
- Lass den Funken nicht zur Flamme werden (1885)
- Der Tod des Iwan Iljitsch (1886)
- Die Macht der Finsternis (1886)
- Die Kerze (1886)
- Die drei Greise (1886)
- Iwan der Narr (1886)
- Das eigroße Korn (1886)
- Der erste Branntweinbrenner (1886)
- Iljas (1886)
- Der Feind ist zähe, aber Gott ist stark (1886)
- Die beiden Brüder und das Gold (1886)
- Der Knecht Jemeljan und die leere Trommel (1886)
- Der Taufsohn (1886)
- Der reuige Sünder (1886)
- Volkserzählungen (1881–1886)[16]
- Russische Bauern (1887) (online)
- Über das Leben (1887)
- Der Teufel (1889)
- Die Kreutzersonate (1891)
- Das Himmelreich in euch (1894)
- Der Traum des jungen Zaren (1894)
- Grausame Vergnügungen (1895)
- Herr und Knecht (1895)
- Was ist Kunst? (1898), Teildruck -ab Kap.6- : Gegen die moderne Kunst (online)
- Auferstehung (1899) (dt. EA 1900 bei Eugen Diederichs in Leipzig in drei Bänden)
- Vater Sergius (1899)
- Patriotismus und Regierung (1900) (online als PDF)
- Was ist Geld? (1901)
- Über Erziehung und Bildung (1902) (online)
- Was ist Religion ? (1902) (online)
- König Assarhaddon (1903)
- Drei Fragen (1903)
- Aufzeichnungen eines Wahnsinnigen (1903)
- Krieg und Revolution (1904)
- Für alle Tage (1904)[17]
- Der gefälschte Coupon (1904)
- Die Sklaverei unserer Zeit (1904)
- Das große Verbrechen (1905)
- Aljoscha der Topf (1905)
- Die postumen Aufzeichnungen des Starez Fjodor Kusmitsch (1905)
- Kornej Wasiljew (1905)
- Das Ende eines Zeitalters (Die bevorstehende Umwälzung) (1906)
- Wofür? (1906)
- Das Göttliche und das Menschliche (1906)
- Macht des Kindes (1908)
- Lieder im Dorf (1909)
- Der Fremde und der Bauer (1909)
- Wer sind die Mörder? (1909)
- Der Mönchspriester Iliodor (1909)
- Rede gegen den Krieg (1909)
- Dankbarer Boden (1910)
- Allen das Gleiche (1910)
- Chodynka (1910)
- Drei Tage auf dem Lande (1910)
- Was ich im Traume sah (postum 1911)
- Vater Wassili (postum 1911)
- Hadschi Murat (postum 1912)[18]
- Der lebende Leichnam (postum 1913)
- Legenden (postum 1925)
- Und das Licht scheinet in der Finsternis[19] (Drama, unvollendet, postum, deutsche EA 1912, 1918 Max Reinhardt)[20]

## Oper
1903: Siberia von Umberto Giordano, mit Libretto von Luigi Illica, nach dem Roman Auferstehung

### Primärliteratur
- Eberhard Dieckmann, Gerhard Dudek (Hrsg.): Lew Tolstoj. Gesammelte Werke in zwanzig Bänden. Rütten & Loening, Berlin 1964–1978.
- Lew Tolstoj – Sofja Tolstaja: Eine Ehe in Briefen. Hrsg. und aus dem Russischen übersetzt von Ursula Keller und Natalja Sharandak. Insel Verlag, Berlin 2010, ISBN 978-3-458-17480-6 (Leseprobe online als PDF).
- Lew Tolstoi. Krieg im Kaukasus: Die kaukasische Prosa. Neuübersetzung von Rosemarie Tietze. Suhrkamp, Berlin 2018, ISBN 978-3-518-42836-8.

### Sekundärliteratur
- Rosamund Bartlett: Tolstoy. A Russian life. Profile, London 2010, ISBN 978-1-84668-138-7.
- Christian Bartolf: Ursprung der Lehre vom Nicht-Widerstehen. Über Sozialethik und Vergeltungskritik bei Leo Tolstoi. Ein Beitrag zur Bildungsphilosophie der Neuzeit. Gandhi-Informations-Zentrum, Berlin 2006, ISBN 3-930093-18-9.
- Christian Bartolf, Dominique Miething: Leo Tolstoi (1828-1910). In: Handbuch Anarchismus. Herausgegeben von Thomas Friedrich, 29pp. Springer VS, Wiesbaden 2023. doi:10.1007/978-3-658-28531-9_63-2, ISBN 978-3-658-28531-9.
- Pawel Bassinski: Lew Tolstoi – Flucht aus dem Paradies Projektverlag, Bochum/Freiburg 2012, ISBN 978-3-89733-260-7.
- Maximilian Braun: Tolstoj. Eine literarische Biographie. Vandenhoeck & Ruprecht, Göttingen 1978, ISBN 3-525-01212-8.
- Pietro Citati: Leo Tolstoi. Eine Biographie. rororo. Bd 13544. Rowohlt, Reinbek bei Hamburg 1994, ISBN 3-499-13544-2.
- Eberhard Dieckmann (Hrsg.): Russische Zeitgenossen über Tolstoi. Kritiken, Aufsätze, Essays 1855–1910. Aufbau, Berlin 1990, ISBN 3-351-01527-5.
- Martin Doerne: Tolstoj und Dostojewskij. Zwei christliche Utopien. Vandenhoeck & Ruprecht, Göttingen 1969, Digitalisat.
- Anne Edwards: Die Tolstois. Krieg und Frieden in einer russischen Familie. Ullstein-Buch. Bd 27563. Ullstein, Frankfurt am Main 1988, ISBN 3-548-27563-X.
- Wolfgang Eismann: Vom Ende der Kunst… Tolstoi als Theoretiker… (Teile des Artikels online bei Google Bücher).
- Peter Ernst: Ehrfurcht vor dem Leben: Versuch der Aufklärung einer aufgeklärten Kultur. Ethische Vernunft und christlicher Glaube im Werk Albert Schweitzers. Mit einem Exkurs über religiöse Kultur und Sozialethik im literarischen Entwurf Leo Tolstois. Europäische Hochschulschriften. Reihe 23. Bd 414. Peter Lang, Frankfurt am Main 1991, ISBN 3-631-43549-5.
- Martin George et al. (Hg.): Tolstoj als theologischer Denker und Kirchenkritiker. Vandenhoeck & Ruprecht, Göttingen 2014, ISBN 3-525-56007-9.
- Horst-Jürgen Gerigk: Die Russen in Amerika: Dostojewskij, Tolstoj, Turgenjew und Tschechow in ihrer Bedeutung für die Literatur der USA. Pressler, Hürtgenwald 1995, ISBN 3-87646-073-5.
- Horst-Jürgen Gerigk: Tolstoj. Ein Porträt zu seinem 100. Todestag. In: Horst-Jürgen Gerigk: Dichterprofile. Tolstoj, Gottfried Benn, Nabokov. Universitätsverlag Winter, Heidelberg 2012, ISBN 978-3-8253-6117-4, S. 15–75.
- Gustav Glogau: Leo Graf Tolstoi, ein russischer Reformator. Ein Beitrag zur Religionsphilosophie. Wiss. Verlag, Schutterwald/Baden 1998, ISBN 3-928640-34-8.
- Edith Hanke: Prophet des Unmodernen. Leo N. Tolstoj als Kulturkritiker in der deutschen Diskussion der Jahrhundertwende. Studien und Texte zur Sozialgeschichte der Literatur. Bd 38. Niemeyer, Tübingen 1993, ISBN 3-484-35038-5.
- Klaus Hugler: L. N. Tolstoi. Der fremde Gast. Regia Verlag, Cottbus 2010, ISBN 978-3-86929-144-4.
- Ursula Keller, Natalja Sharandak: Lew Tolstoj. Rowohlt, Reinbek 2010, ISBN 978-3-499-50717-5.
- Geir Kjetsaa: Lew Tolstoi. Dichter und Religionsphilosoph. Katz, Gernsbach 2001, ISBN 3-925825-79-7.
- Ulrich Klemm: Leo Tolstoi – Dichter, Christ, Anarchist. Edition Anares, Hilterfingen, ISBN 978-3-905052-83-1.
- Janko Lavrin: Lev Tolstoj mit Selbstzeugnissen und Bilddokumenten. 11. Auflage. Rowohlts Monographien. Band 57. Rowohlt, Reinbek bei Hamburg 1991, ISBN 3-499-50057-4.
- Wilhelm Lettenbauer: Tolstoj. Eine Einführung. (= Artemis-Einführungen. Band 11). Artemis, München 1984, ISBN 3-7608-1311-9.
- Thomas Mann: Goethe und Tolstoi. Vortrag/Essay 1921, online lesen bei archive.org; dazu (Walter Kempowski: Das Beste, was über Tolstoi gesagt wurde! in der Zeit-Bibliothek der 100 Bücher)
- Karl Noetzel: Das heutige Russland. Eine Einführung in das heutige Russland an der Hand von Tolstoi's Leben Werken. 2 Bände München 1915, 1918
- Jay Parini: Tolstois letztes Jahr. Aus dem Englischen von Barbara Rojhan-Deyk. C. H. Beck, München 2009, ISBN 978-3-406-57034-6 (teilweise online bei Google Bücher).
- Alena Petrova: Zum Verständnis von Ehe und Liebe bei Tolstoj. (in Anna Karenina u. a.), PDF-Datei, 39 S.
- Romain Rolland: Das Leben Tolstois. Rütten & Loening, Berlin 1966.
- Ludwig Rubiner: Leo Tolstoi. Tagebuch 1895-1899. Max Rascher, Zürich 1918 online – Internet Archive
- Wolfgang Sandfuchs: Dichter – Moralist – Anarchist. Die deutsche Tolstojkritik 1880–1900. M & P, Stuttgart 1995, ISBN 3-476-45137-2.
- Viktor Schklowski: Leo Tolstoi. Eine Biographie. Europa, Wien 1981, ISBN 3-203-50784-6.
- Ulrich Schmid: Lew Tolstoi. C.H. Beck Wissen, München 2010, ISBN 978-3-406-58793-1, (Vorwort online als PDF).
- Günther Stolzenberg: Tolstoi, Gandhi, Shaw, Schweitzer. Harmonie und Frieden mit der Natur. Echo, Göttingen 1992, ISBN 3-926914-05-X.
- Martin Tamcke: Tolstojs Religion – Eine spirituelle Biographie. Insel Verlag, Berlin 2010, ISBN 978-3-458-17483-7, Leseprobe, 14 S., PDF-Datei.
- Robert Widl: Licht und Finsternis im Leben des Lew Tolstoi. Stieglitz, Mühlacker 1994, ISBN 3-7987-0319-1.
- Magdalene Zurek: Tolstojs Philosophie der Kunst. Neues Forum für allgemeine und vergleichende Literaturwissenschaft, Bd 2., Winter, Heidelberg 1996, ISBN 3-8253-0478-7.
- Stefan Zweig: Die Flucht zu Gott. Ein Epilog zu Leo Tolstois unvollendetem Drama „Und das Licht scheinet in der Finsternis“. In: Stefan Zweig: Sternstunden der Menschheit. Zwölf historische Miniaturen. Bermann-Fischer Verlag, Stockholm 1943.
- Stefan Zweig: Drei Dichter ihres Lebens. Casanova – Stendhal – Tolstoi im Projekt Gutenberg-DE Die Baumeister der Welt, Band 3, Insel Verlag, Leipzig 1928.

## Museen / Ausstellungen
- Staatliches Museum L. N. Tolstoi
- Staatliches Museum und Landgut von Leo Tolstoi, Jasnaja Poljana (Tula) (russisch)
- Ausstellung (2011): Tolstoi 1828–1910. Museum Strauhof, Zürich (Schweiz), Virtuelle Führung
- Leo Nikolajevic Tolstoi – „Ich kann nicht schweigen!“ – Gedanken gegen Gewalt und Krieg (2008) Online-Ausstellung